# Nicolás Ramírez
Edgar Nicolás Ramírez Ceceña (ur. 16 lutego 1974 w Tepic) – były meksykański piłkarz występujący najczęściej na pozycji defensywnego bądź lewego pomocnika.
Jest bratem innego meksykańskiego piłkarza, Ramóna Ramíreza.

## Gole w reprezentacji
| #  | Data            | Miejsce         | Przeciwnik | Gol | Wynik | Zawody       |
| -- | --------------- | --------------- | ---------- | --- | ----- | ------------ |
| 1. | 25 czerwca 1997 | La Paz, Boliwia | Boliwia    | 1–0 | 1–3   | Copa América |